# Verdenspostforeningen
Verdenspostforeningen (UPU) (fransk: Union Postale Universelle, engelsk: Universal Postal Union) blev etableret i Bern i Schweiz i 1874 for at udvikle posttjenesterne mellem verdens nationer.
I 1947 blev organisationen en specialorganisation indenfor FN og er den ældste organisation indenfor FN-systemet, kun slået af ITU. UPU har 191 medlemsnationer (per 2008). FN markerer Verdenspostforeningens dag 9. oktober.
UPUs ledende organ mellem kongresserne er Conseil d'exploition postale  (CEP), som består af 40 af medlemsnationerne.
Lande som er medlem af FN får automatisk medlemskab efter ansøgning herom, mens øvrige nationer kan blive medlemmer med støtte fra mindst 2/3 af UPUs medlemmer.